# Philippe Méthion
Philippe Méthion, né le 13 septembre 1964, est un triathlète français, sacré à de multiples reprises champion de France de triathlon sur les distances sprint, olympique et longue dans les années 1980 et 1990.

## Biographie

### Carrière professionnelle
Licencié au Poissy Triathlon, Philippe Méthion fait ses débuts en triathlon en 1984. Il remporte de nombreux titres de champions de France, sur différentes distance durant les années 1980 et 1990,. Ses titres font de lui l'une des vedettes de chaque triathlon national, comme à Mâcon en 1988, épreuve qu'il remporte, où à Landen, où il termine deuxième en 1992 ou même dans des compétitions internationales comme à Choisy-le-Roi en 1992.
En plus de ses multiples titres nationaux, Méthion est sacré vice-champion d'Europe en 1987 derrière le Néerlandais Rob Barel. Lors des championnats du monde longue distance, il subit à de nombreuses reprises une malchance qui le force à l'abandon, comme en 1994 où il reçoit un coup de pied au départ, cassant deux côtes, qui lui font jeter l'éponge après plus de 100 km à vélo. L'année suivante, il parvient à réaliser une épreuve sans encombre particulière, lui permettant de finir quatrième, au pied du podium. Philippe Méthion prend sa retraite après son titre de champion de France longue distance en 1996.

### Vie privée
Depuis sa retraite sportive, Philippe Méthion vit, coupé du triathlon, à Pau.

## Palmarès
Le tableau présente les résultats les plus significatifs (podium) obtenus sur le circuit national et international de triathlon depuis 1986.
| Année | Compétition                                         | Position | Temps  |
| ----- | --------------------------------------------------- | -------- | ------ |
| 1996  | Championnat de France longue distance               |          | Timing |
| 1994  | Championnat de France                               |          | Timing |
| 1993  | Championnat de France                               |          | Timing |
| 1992  | Championnat de France                               |          | Timing |
| 1992  | Championnat de France sprint                        |          | Timing |
| 1991  | Championnat de France                               |          | Timing |
| 1991  | Championnat de France sprint                        |          | Timing |
| 1990  | Championnat de France                               |          | Timing |
| 1989  | Championnat de France                               |          | Timing |
| 1987  | Championnats d'Europe de triathlon 1987             |          | Timing |
| 1987  | Championnat de France                               |          | Timing |
| 1986  | Championnat de France longue distance (catégorie B) |          | Timing |
| 1986  | Championnat de France longue distance (catégorie C) |          | Timing |